# ROU (AO 28) Presidente Rivera
El ROU (AO 28) Presidente Rivera fue un buque petrolero y de entrenamiento para aspirantes y personal de la marina mercante de la República Oriental del Uruguay, que fue construido por el astillero de la Empresa Nacional Bazán en Ferrol, Reino de España, a principios de 1970 y entregado a Uruguay en 1971. Permaneció en servicio con la Armada de Uruguay hasta el año 1986, cuando fue vendido a Oystemar Sociedad Anónima y pasó a ser llamado Scarlatti, bajo bandera de Panamá. Tras ser nuevamente vendido en 1990, el buque recibió el nombre Calay, y como parte de la Venue Shipping Ltd. comenzó a operar bajo la bandera de Malta. Fue retirado de servicio y finalmente desguazado en Bangladés, en el año 2000.

## Historial

##### Construcción
El ROU (AO 28) Presidente Rivera fue construido por la Empresa Nacional Bazán en Ferrol, a principios de la década de 1970. Su construcción, la número 142 del astillero ferrolano, fue autorizada a través de la Resolución N.º 41.979 del Poder Ejecutivo de la República Oriental del Uruguay, siendo su destino la Armada de Uruguay. Producto de ello, el presidente Rivera fue botado el 26 de mayo de 1971, bajo el nombre ROU (AO 28) Presidente Rivera, registrado en Montevideo, Uruguay.  

##### Entrega y traslado
El buque fue entregado a la Armada de Uruguay el 7 de diciembre de 1971 y comenzó su servicio el 19 de diciembre de 1971, al mando de su primer Comandante, el Capitán de Navío Hebert Levrero. 
Tras emprender su navegación de traslado desde el Reino de España hacia Uruguay, el presidente Rivera arribó al Puerto de Montevideo el 12 de enero de 1972. 

##### Servicio en Uruguay
Una vez en Uruguay, el buque pasó a cumplir, principalmente, con tareas de transporte de petróleo crudo. Como muestra de ello, y a través de sus 14 años de servicio como parte de la Armada Nacional de la República Oriental del Uruguay, el presidente Rivera realizó un número total de 109 viajes, en los cuales totalizó el transporte de unos 3.240.000 metros cúbicos de petróleo crudo. El buque también funcionó como una plataforma de entrenamiento de navegación en alta mar para los aspirantes a Oficiales de la Marina Mercante que se encontraban recibiendo su formación en la Escuela Naval de Uruguay. Además, el buque también participó en tareas de adiestramiento destinadas al personal integrante de los cuadros de Personal Subalterno de la Armada de Uruguay. 

##### Retiro en Uruguay
El 24 de enero de 1986, el presidente Rivera fue retirado de servicio como parte de la Armada de Uruguay y puesto en venta, motivo por el cual fue adquirido por Oystermar Sociedad Anónima en diciembre de 1986, y recibió el nombre Scarlatti. Poco después de su venta, en 1987, Uruguay adquirió un nuevo buque petrolero que también fue destinado a la Armada Nacional. Este buque fue nuevamente nombrado Presidente Rivera, pero también resultó siendo vendido, en 1999.

##### Destino
En cuanto al ahora denominado Scarlatti, el buque fue nuevamente vendido en 1990 y, en esta otra ocasión, recibió el nombre Calay, operando bajo bandera de Malta y como parte de la Venue Shipping Ltd. 
Finalmente, y tras haber sido retirado de servicio de manera definitiva, el buque fue desguazado en Bangladés, en el año 2000.